# Tomas Backman
Tomas Backman (* 16. Juni 1980) ist ein schwedischer Fußballspieler. Der Mittelfeldspieler gewann 2004 mit Djurgårdens IF den schwedischen Pokal.

## Werdegang
Backman begann mit dem Fußballspielen bei Kubbe/Norrflärke IF. Später wechselte er in die Jugendabteilung von Anundsjö IF, ehe er 1999 zum seinerzeitigen Drittligisten Friska Viljor FC weiterzog. Dort fiel er 2001 erstmals den Verantwortlichen des Djurgårdens IF auf und wurde zu einem Probetraining eingeladen. Dennoch blieb er vorerst beim Klub, mit dem er 2003 in die Superettan aufstieg. In der ersten Hälfte der Zweitligaspielzeit 2004 kam er in 13 Spielen zum Einsatz und erzielte dabei zwei Tore. Im Sommer wechselte er in die Allsvenskan zum Djurgårdens IF. Am 11. November des Jahres wirkte er im Pokalfinale gegen den IFK Göteborg mit und feierte nach einem 3:1-Erfolg den Pokalsieg.
In der folgenden Spielzeit fand sich Backman auf der Ersatzbank wieder. Bis Juli blieb er ohne Einsatz in der Allsvenskan und wurde daher im Sommer von seinem Klub an den Ligarivalen GIF Sundsvall ausgeliehen. Auch im folgenden Jahr wurde er verliehen. Bei Östers IF gehörte er zu den Stammkräften in der Allsvenskan, konnte den Abstieg des Klubs in die Zweitklassigkeit aber nicht vermeiden. Zwar bemühte sich der Klub in der Folge um eine feste Verpflichtung des Linksfußes, aufgrund der ungeklärten Trainerfrage nach der Trennung von Lars Jacobsson beim Klub sagte er jedoch ab und wechselte zu Jönköpings Södra IF.
In der Zweitligaspielzeit 2008 belegte Backman mit Jönköpings Södra IF den drittletzten Platz in der Liga. Anschließend traf die Mannschaft in den Relegationsspielen auf seinen vormaligen Klub Östers IF. Nachdem das Hinspiel mit einer 1:2-Niederlage geendet hatte, konnte sich Backman beim 3:0-Rückspielsieg, der den Klassenerhalt bedeutete, neben dem zweifachen Torschützen Kristen Viikmäe in die Torschützenliste eintragen. In der folgenden Spielzeit musste er verletzungsbedingt zeitweise pausieren, dennoch verlängerte er Ende 2009 seinen Vertrag mit dem Klub. In der Spielzeit 2010 gehörte er schließlich wieder über weite Strecken zu den Stammspielern im Mittelfeld des Zweitligavereins.